# بطولة آسيا لكرة الصالات 2012
سوف تعقد بطولة آسيا لكرة الصالات 2012 في الإمارات العربية المتحدة من 18 مايو إلى 25 مايو 2012. وتشهد النسخة الثانية عشر من البطولة مشاركة 24 منتخباً، علماً بأنها ستكون أيضاً مؤهلة للمشاركة في كأس العالم لكرة الصالات 2012 التي تقام في تايلاند.

## اختيار المستضيف
جاء اختيرت الإمارات كمستضيفة للمسابقة في القرار خلال الاجتماع الأول للجنة كرة الصالات في الاتحاد الآسيوي، والتي عقدت اجتماعها الأول عن الفترة 2011-2015 برئاسة ريتشارد لاي من غوام.

## التصفيات
جرت قرعة تصفيات البطولة يوم 16 أغسطس 2011. وتقام تصفيات البطولة بحسب المناطق الجغرافية الأربعة، وبحيث يتأهل أول ثلاث منتخبات من تصفيات كل منطقة للنهائيات. وقد تأهلت مباشرة للنهائيات إيران حاملة اللقب وأوزبكستان الثانية واليابان الثالثة مباشرة إلى النهائيات، إلى جانب الإمارات المضيفة.
وتشهد تصفيات منطقة وسط وجنوب آسيا مشاركة أربعة منتخبات هي تركمانستان وقيرغيزستان وطاجيكستان والمالديف، وتلعب على نظام الدوري المجزأ من مرحلة واحدة، وبحيث تتأهل المنتخبات الثلاثة الأولى للنهائيات. أما منطقة غرب آسيا فيشارك بها تسعة منتخبات وهي الكويت وقطر وفلسطين وسوريا والمملكة العربية السعودية في المجموعة الأولى، وفي المجموعة الثانية فتلعب لبنان والعراق والبحرين والإمارات العربية المتحدة مع أن الأخيرة متأهلة تلقائيا بصفتها الدولة المنظمة.

### الفرق المتأهلة
- الصين
- تايبيه الصينية
- إيران
- اليابان
- الكويت
- قرغيزستان
- لبنان
- قطر
- كوريا الجنوبية
- طاجيكستان
- تركمانستان
- الإمارات العربية المتحدة (البلد المضيف)
- أوزبكستان

## القرعة
أقيمت قرعة المسابقة يوم 11 مارس 2012 في الإمارات العربية المتحدة.
| وعاء 1                                                 | وعاء 2                                          | وعاء 3                              | وعاء 4                                       |
| ------------------------------------------------------ | ----------------------------------------------- | ----------------------------------- | -------------------------------------------- |
| الإمارات العربية المتحدة · إيران · اليابان · أوزبكستان | أستراليا · تايبيه الصينية · إندونيسيا · تايلاند | الصين · قرغيزستان · قطر · طاجيكستان | الكويت · لبنان · كوريا الجنوبية · تركمانستان |